# Biosphere 2
Biosphere 2 är ett laboratorium i Pinal County utanför Tucson i Arizona, USA, som omfattar 13 000 m² av omslutet ekosystem.

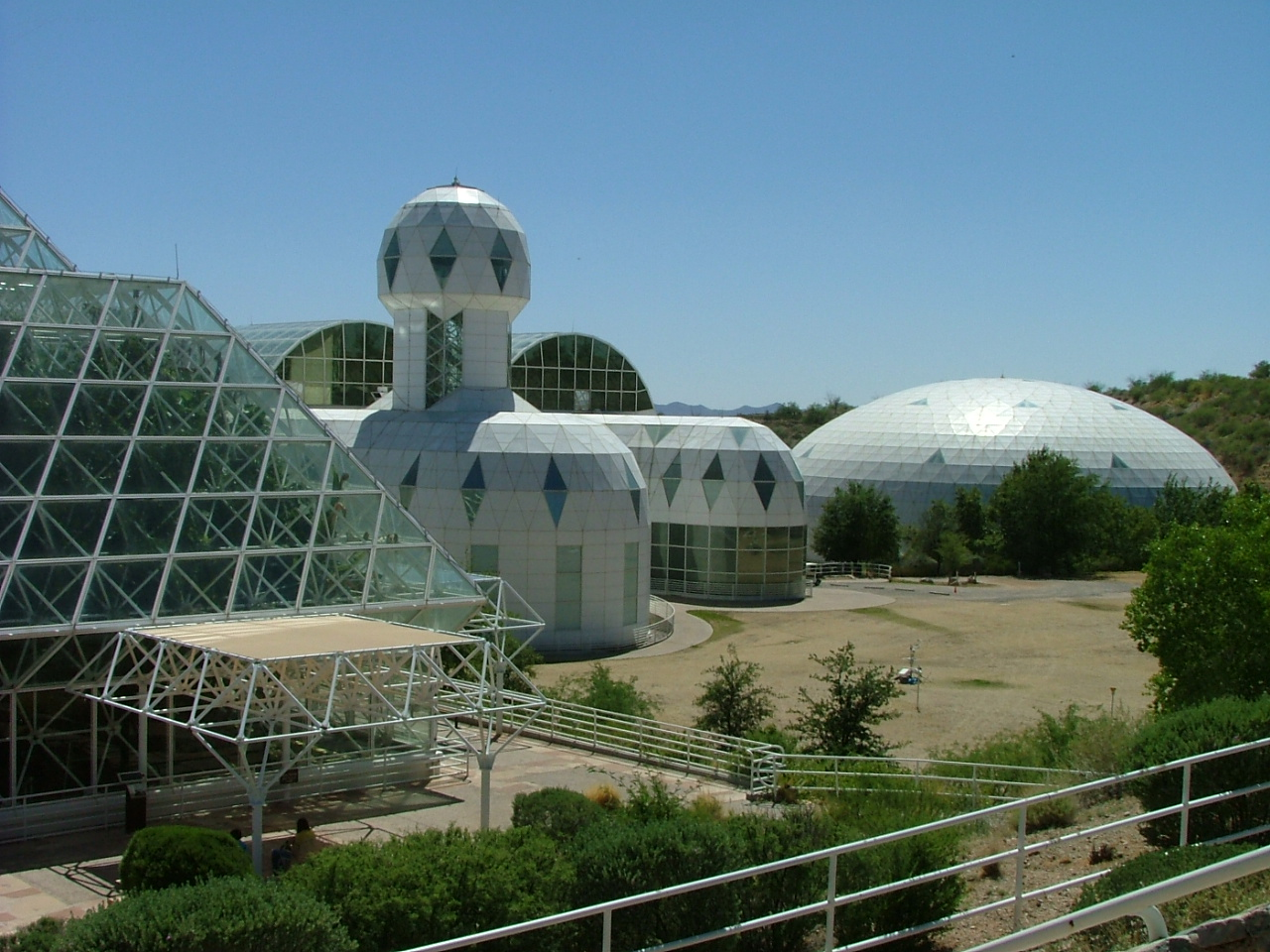
Exteriör

Med början den 26 september 1991 gjordes ett seriöst vetenskapligt försök att i Biosphere 2 skapa en konstgjord biosfär. Fyra män och fyra kvinnor skulle vara självförsörjande under två år vilket innebar att de skulle återanvända syre, vatten och avfall, och producera sin egen mat.

## Finansiering och resultat
Oljemiljardären Edward Bass donerade över 200 miljoner dollar till förverkligandet av projektet.
Försöket misslyckades, eftersom syret snart tog slut, skördarna slog fel och vattenmassorna slammade igen. Men istället för att avbryta projektet smugglades mat och syre in i biosfären. De åtta invånarna överlevde, men misslyckandet övertygade många inom NASA och andra forskare att resor till planeten Mars inte skulle vara praktiskt genomförbara.